# 540 př. n. l.

## Události
Perský král Kýros II. dobyl Lýdii (jihozápad Anatolie)

## Hlava státu
- Perská říše: Kýros II.

- Egypt: Ahmose II. (26. dynastie)

- Novobabylonská říše: Nabonid